# Guaduas
Guaduas è un comune della Colombia facente parte del dipartimento di Cundinamarca.
Il centro abitato venne fondato da Andrés Díaz Venero de Leyva nel 1572, mentre l'istituzione del comune è del 1779.